# 첼로
비올론첼로(영어: violoncello)는 서양 고전음악에 쓰이는 바이올린족의 저음역 악기로 비올라보다 한 옥타브 아래 음을 연주한다. 흔히 영국과 독일에서 첼로(영어: Cello)라는 약칭이 통용된다. 첼로는 비올라와 함께 악기의 형태와 연주 방식 측면에서 원칙적으로 바이올린의 악기 계통에 속한다. 다만 첼로는 크기면에서 콘트라베이스 다음으로 큰 현악기이다. 오늘날 독주나 실내악, 현악 오케스트라 연주 등에서 낮은 음역대에서 가장 중요한 역할을 하는 악기이다. 역사적으로는 비올족의 베이스 비올(비올라 다 감바)에서 발전한 것이다. 

## 역사
첼로는 16세기에 생겨났다. 최초의 제작자는 크레모나의 안드레아 아마티로 1572년에 '킹 아마티'를 만들었다.
초기 첼로는 현대 첼로보다 상당히 커서 악기에 따라서는 몸통의 길이가 80cm에 이르는 것도 있었는데, 이런 크기로는 빠른 악절을 연주하기 어려웠기 때문에 1600년경 볼로냐에서 소형 첼로를 만들게 되었다. 1707년에서 1710년 사이에 스트라디바리는 약 75 cm 길이로 첼로를 제작하였는데, 이후 이것이 첼로의 표준 크기가 되었다.
첼로가 완전히 정착 하기까지는 다소 시간이 걸렸고, 17세기 후반이 되어서야 비로소 작곡가가 본격적으로 첼로곡을 쓰기 시작했다. 초기 첼로 작곡가로는 볼로냐의 첼로 연주자 도메니코 가브 리엘리(Domenico Gabrieli)가 있는데, 그는 1684년 '2대의 바이올린, 통주 저음, 첼로를 위한 발레, 지그, 쿠랑트, 사라방드'를 내놓았다.
18세기에 들어 첼로는 다양하게 개량되었다. 목과 지판은 더 길고 얇게 만들어졌고, 줄받침이 높여졌으며, 더 가늘고 팽팽한 현을 써서 악기의 음색과 공명을 좋게 하기 위한 혁신적인 노력이 이어졌다. 또 활도 계량되었는데, 18세기 후반의 첼로 활은 비올과 바이올린 활처럼 직선이나 볼록한 모양으로 만들었으며, 활을 쓸 때는 비올처럼 손바닥을 위나 아래로 향하게 쥘 수 있었다. 1780년대 프랑수아 투르트는 브라질산 페르남부코 나무로 만든 오목한 활을 도입하여 연주자가 첼로를 더 쉽게 다룰 수 있도록 하였으며, 활 길이는 72 cm, 활털은 60~62cm로 제작하였다.

## 재료
첼로는 대개 목재로 만들지만, 탄소 섬유나 알루미늄과 같은 다른 재료가 쓰이기도 한다. 전통적인 첼로는 앞판은 가문비 나무로, 뒤와 옆 그리고 목부분은 단풍나무로 만들어진다. 포플러 나무나 전나무와 같은 것도 첼로의 뒷부분이나 옆부분을 만드는 데 사용되기도 한다. 저렴한 가격의 첼로는 얇은 나무판으로 제작 되기도 한다.
윗부분과 뒷부분은 대개 수공으로 제작하지만, 저렴한 것은 기계로 만들기도 한다. 옆부분은 목재에 열을 가한 다음 구부려서 만든다. 첼로의 몸체 부분은 넓은 위쪽, 두 개의 C자 형태로 된 좁은 중간 부분, 그리고 다시 넓은 아래 부분으로 구성되어 있으며, 중간 바로 아랫 부분에 브릿지와 F홀이 있다.

## 연주 방법

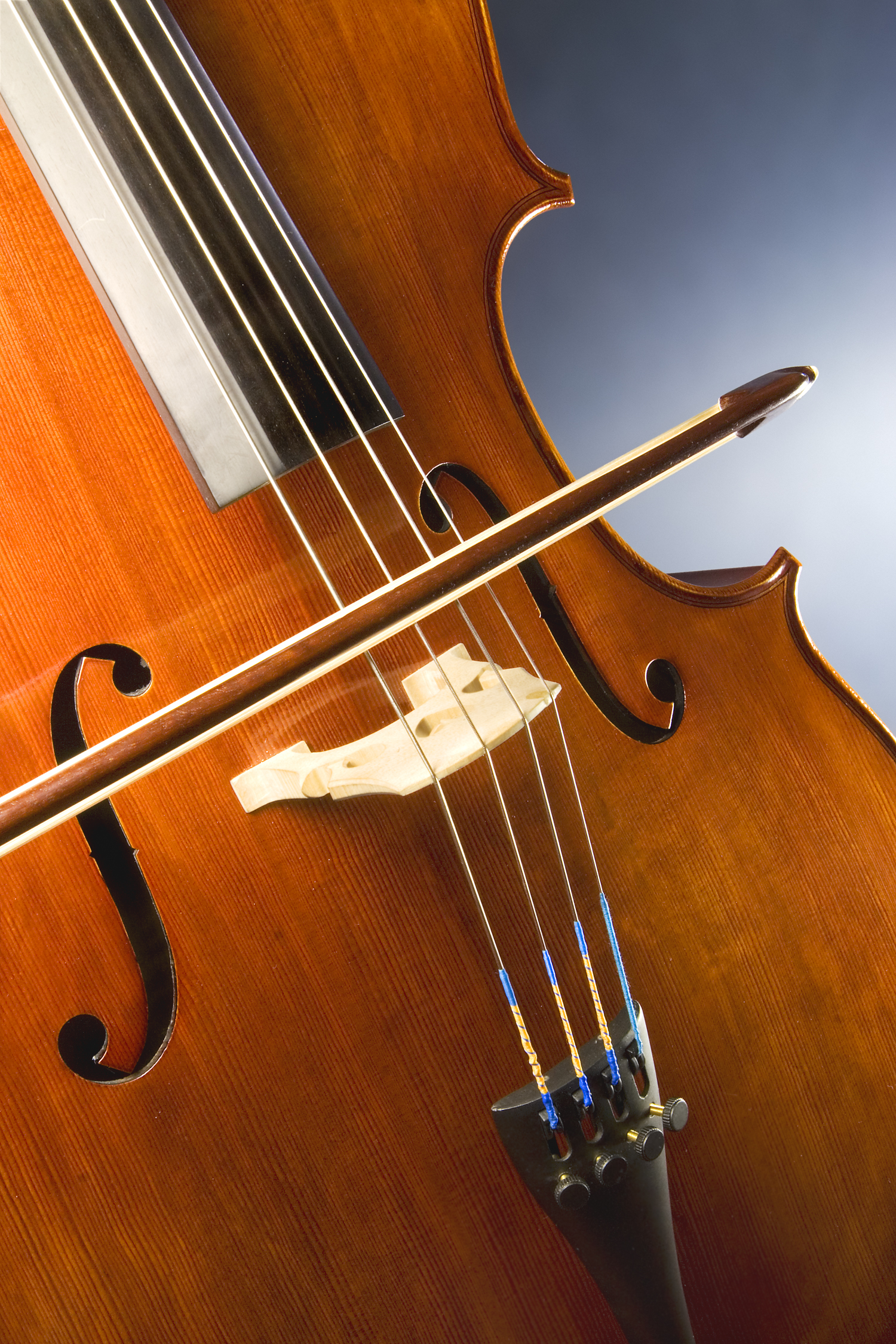
3/4사이즈 첼로.

첼로의 발달 역사와 구조는 바이올린과 같으나, 낮은음의 악기로서 전 길이가 145cm나 되므로 악기를 세워 의자에 앉아 양쪽 무릎 사이에 끼고 연주한다. 악기를 바닥에 받칠 수 있는 엔드핀이 있는 것이 특징이다.
초기 첼로 연주자는 걸터앉아서 악기를 바닥과 양 다리 사이에 놓거나 선 채로 몸에 기울여 놓고 연주 하였다. 때로는 악기를 의자에 세우거나 심지어 수평으로 놓고도 연주하였는데, 1700년까지는 첼로를 무릎 사이에 끼워 연주하는 것이 일반적이었다. 이런 높은 자세는 연주자 악기의 목을 자신의 몸쪽으로 당겨, 왼손이 악기 뒤가 아닌 옆으로 현에 닿을 수 있도록 하여, 전체 음역을 다루기 편하게 되었다.

## 소리
낮은 음넓이는 굵고 부드러운 음빛깔을 가지며 높은음 넓이는 달콤하고 정열적인 울림을 가지고 있다. 첼로의 조현은 비올라보다도 옥타브가 낮으며 위로부터 가, 라, 사, 다와 같이 완전5도 간격으로 조현된다. 첼로의 음넓이는 다음으로부터 사 2음 까지이다. 주법은 연주 자세가 다른 것을 제외하고는 바이올린과 같다. 다만 현이 굵고 악기가  커서 급구적인 선율을 연주하기 힘들지만 기교가 점점 발달되어 이제는 바이올린 곡같은 피스도 편곡이 손쉽다.

## 첼로가연주
- 독주곡
  - 막스 레거 무반주 첼로 모음곡
  - 요하네스 브람스 첼로 소나타
  - 루드비히 판 베토벤 첼로 소나타
  - 코다이 소나타
  - 이자이 소나타
  - 슈베르트  아르페지오네 소나트
- 협주곡
  - 안토닌 드보르자크 첼로 협주곡 b단조 작품번호 104
  - 로베르트 슈만 첼로 협주곡 a단조 작품번호 129
  - 안톤 루빈스타인
  - 요제프 하이든 첼로 협주곡 C 장조, 첼로 협주곡 D 장조
  - 생상 첼로 협주곡
  - 엘가 첼로 협주곡e단조 op85
- 기타
  - 요하네스 브람스 피아노 협주곡 제 2번 3악장

## 첼로리스트 목록

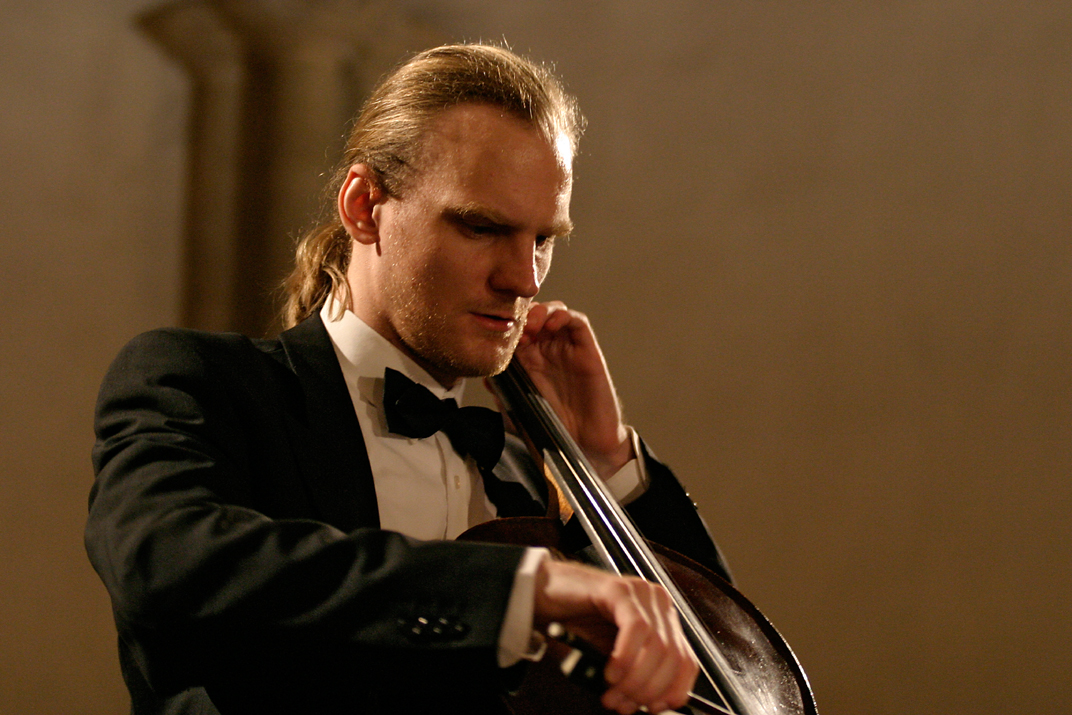
첼로 연주 모습.

- 파블로 카살스 : 스페인 태생으로서, 바흐의 무반주 첼로 조곡을 발견하였다.
- 피에르 푸르니에
- 므스티슬라프 로스트로포비치
- 마리아 클리겔
- 요요 마
- 장한나
- 미샤 마이스키
- 알도 패리소
- 힐뒤르 그뷔드나도티르
- 자클린 뒤프레

## 같이 보기
- 첼로 작곡가
- 프로그레시브 록